# Hermann Osthoff (Maler)
Hermann Osthoff (* 20. Februar 1879 in Heidelberg; † 13. Dezember 1918 in Seelbach, Baden, Mittlerer Schwarzwald) war ein deutscher Landschafts- und Tiermaler.

## Leben
Osthoff, Sohn des Heidelberger Sprachwissenschaftlers Hermann Osthoff aus dessen zweiter Ehe mit Emilie, geborene Weeren (* 1857), begann nach Abschluss der Realschule im Jahr 1895 eine Lehre als technischer Zeichner. Anschließend ließ er sich an der Kunstgewerbeschule Kassel zum Zeichenlehrer ausbilden. Dann wechselte er nach Düsseldorf, wo er sich in den Ateliers der Landschafts-, Jagd- und Tiermaler Carl Friedrich Deiker und Christian Kröner, bedeutenden zeitgenössischen Malern ihres Fachs und der Düsseldorfer Schule, künstlerisch weiter ausbildete. Danach ging er nach Karlsruhe und ließ sich von Julius Bergmann, Professor für Tiermalerei an der Karlsruher Akademie, privat unterrichten.

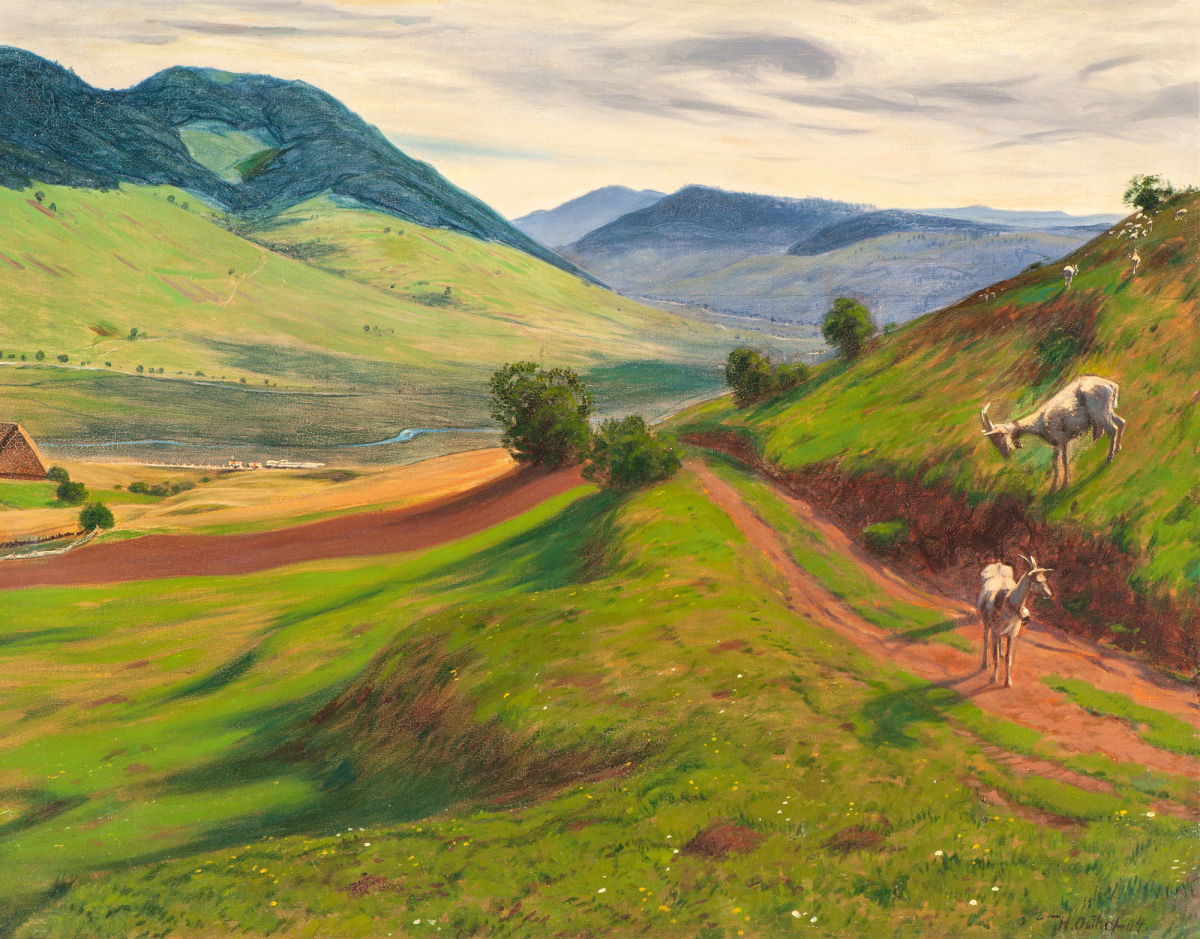
Sommerliche Berglandschaft mit Ziegen, 1904

1903 eröffnete Osthoff sein eigenes Atelier in Karlsruhe. Er wurde Mitglied des Karlsruher Künstlerbundes und der Freien Künstlervereinigung Baden. Nach seiner Heirat mit Charlotte, geborene von Holleben (1882–1972), übersiedelte er 1905 in das Schloss Augustenburg in Grötzingen bei Karlsruhe und gehörte zu den ersten Mitgliedern der Grötzinger Malerkolonie. Dort wohnten auch die Künstlerfreunde Otto Fikentscher und Gustav Kampmann. 1906 verlor er durch einen Jagdunfall das rechte Auge und zog nach Berghausen bei Pfinztal, wo er die frühere Villa von Carl Heinrich Hoff dem Jüngeren vorübergehend anmietete. 1907 erwarb er ein Grundstück in Seelbach. 1909 siedelte er dorthin über. In den folgenden Jahren hielt er sich sommers häufig in Herrenwies, Moosbronn und Kaltenbronn auf. 1915 wurde er zum Zivildienst nach Konstanz eingezogen.
Osthoffs Malerei ist durch eine solide Ausbildung in Kassel, Düsseldorf und Karlsruhe sowie durch den Einfluss der Künstlerfreunde in der Grötzinger Malerkolonie geprägt, insbesondere durch die Malerei von Karl Biese und Gustav Kampmann. Dabei war er darum bemüht, nicht bloß ein naturgetreues Abbild der Landschaft zu malen, sondern auch seine inneren Stimmungen und die von ihm empfundene Poesie einer Landschaft auf die Leinwand zu bannen. Seine kraftvollen Kompositionen beschäftigten sich mit Licht, Luft und der Atmosphäre einer Landschaft. Ohne viel Beiwerk ordnete er sie oft in gestaffelten Raumschrägen.